# Cryphidium
Cryphidium là một chi rêu trong họ Cryphaeaceae.